# الفقه السياسي للمرأة المسلمة في ضوء الكتاب والسنة (كتاب)
الفقه السياسي للمرأة المسلمة في ضوء الكتاب والسنة النبوية من إصدارات معهد الكويت للدراسات القضائية والقانونية للعام 2006 للدكتورة إقبال عبدالعزيز عبدالله المطوع أستاذة الفقه الإسلامي.
طبع الكتاب من 3 طبعات، الطبعة الثالثة مزيدة ومنقحة.
قدمته ميمونة خليفة العذبي الصباح أستاذة التاريخ جامعة الكويت
يتضمن هذا المؤلف بصورته الموضوعية لمعالجة قضية مهمة تلك الحقوق السياسية للمرأة في دولة الكويت، وعرضت الباحثة إقبال في الفصل الأول عن مكانه المرأة في الإسلام.

## محتويات الكتاب

### المبحث الأول
- حال المرأة قبل ظهور الإسلام

### المبعث الثاني
- المرأة ومكانتها في القرآن والسنة النبوية

### المبحث الثالث
- حقوق المرأة في الإسلام.

الفصل الثاني عن الفقه السياسي للمرأة المسلمة ويحتوي على:

### المبحث الأول
- حق المرأة في تولي الوظائف العامة

### المبحث الثاني
- تولي المرأة الإمامة العظمى

### المبحث الثالث
- حق المرأة في الانتخاب والترشيح.

### المبحث الرابع
- حق المرأة في تولي الإفتاء

### المبحث الخامس
- الحق في تولي الوزارة

### المبحث السادس
- عن تولي القضاء.

## وصلات خارجية
- مقالة في جريدة الانباء بعنوان الفقه السياسي للمرأة المسلمة
- مقالة في موقع آفاق حول الكتاب